# Puig del Castell d'Alaró
El Puig del Castell d'Alaró és una muntanya de Mallorca de 822 m d'altura. Pertany al municipi d'Alaró. Es denomina d'aquesta manera perquè al seu cim es troba el mateix castell, una antiga fortificació des d'època musulmana, on des del 902 i durant 8 anys i mig fou el refugi de la resistència a la conquesta àrab.
La història del Puig del Castell d'Alaró està íntimament lligada a la gesta llegendària protagonitzada per Cabrit i Bassa, que van morir cremats el segle xiii, després d'haver defensat la fortificació, en mantenir-se fidels a Jaume II de Mallorca i oposar-se a l'ocupació de l'illa per Alfons el Franc durant la Croada contra la Corona d'Aragó.
La muntanya acull també des del segle xvii el Santuari de la Mare de Déu del Refugi i una hostatgeria, actualment integrada en la Ruta de Pedra en Sec.